# Mönchstraße 33 (Stralsund)
Das Gebäude Mönchstraße 33 in Stralsund ist ein denkmalgeschütztes Bauwerk in der Mönchstraße, Ecke Neuer Markt.

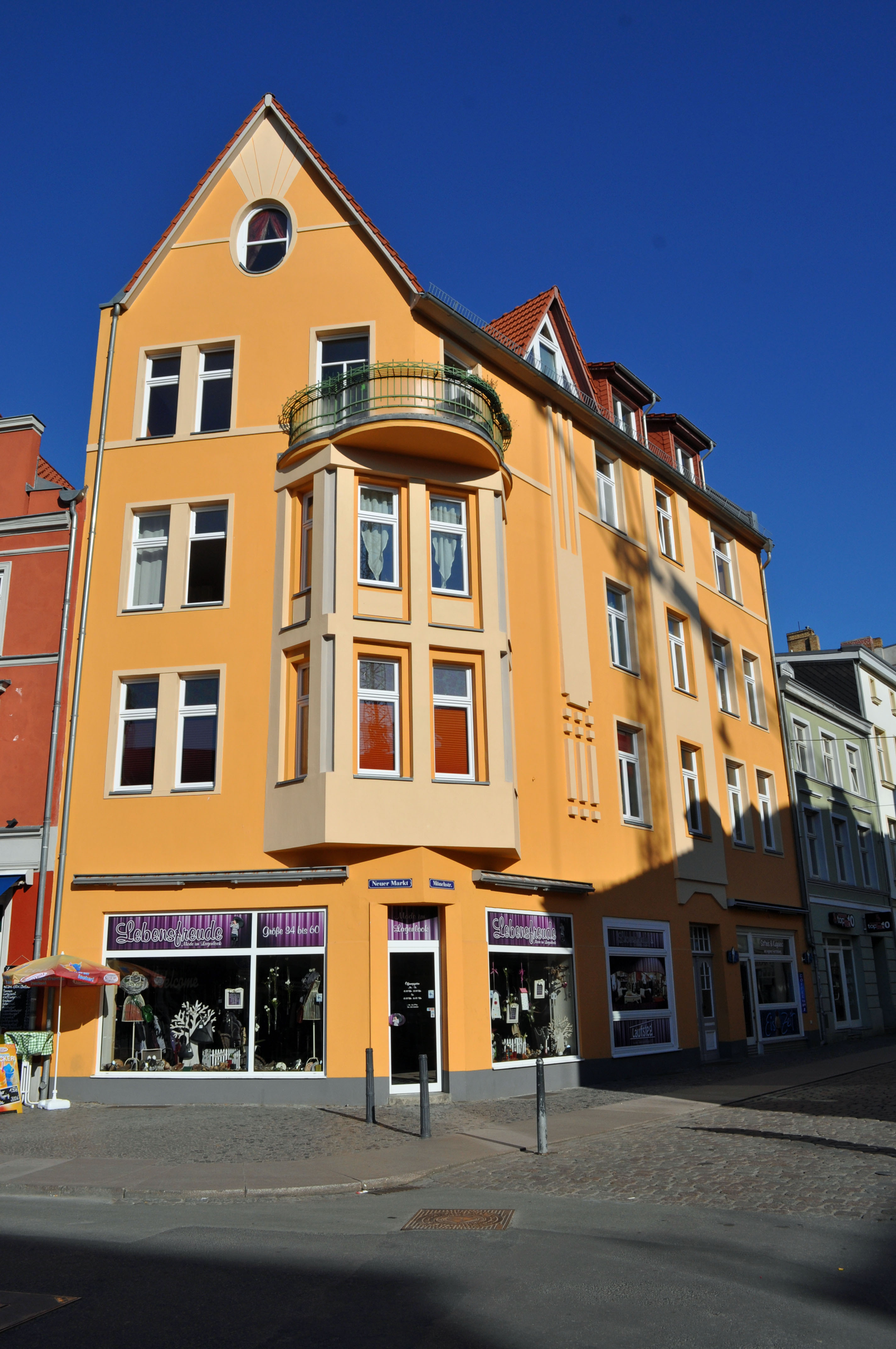
Haus Mönchstraße 33 in Stralsund (2012)

Das viergeschossige Haus wurde im Jahr 1909 errichtet. An der Ecke ist ein über das erste und zweite Obergeschoss reichender, schräggestellter Erker angebracht, der einen halbrunden Balkon im dritten Obergeschoss trägt. Der Dreiecksgiebel des Hauses ist zum Neuen Markt ausgerichtet.
Das Haus im Kerngebiet des von der UNESCO als Weltkulturerbe anerkannten Stadtgebietes des Kulturgutes „Historische Altstädte Stralsund und Wismar“ ist in die Liste der Baudenkmale in Stralsund eingetragen.